# زاده برای وحشی بودن (فیلم ۱۹۳۸)
زاده برای وحشی بودن (به انگلیسی: Born to Be Wild) یک فیلم اکشن آمریکایی محصول سال ۱۹۳۸ به کارگردانی جوزف کین و نویسندگی ناتانیل وست است. این فیلم در تاریخ ۱۶ فوریه ۱۹۳۸ توسط کمپانی ریپابلیک پیکچرز منتشر شد.   

## بازیگران
- رالف برد در نقش استیو هاکت
- دوریس وستون در نقش مری استیونز
- وارد باند در نقش بیل پورویس
- رابرت امت کین در نقش جی. استارنس دیویس
- بن هیولت در نقش ویلسون
- چارلز ویلیامز
- دیویسون کلارک به عنوان غریبه
- بایرون فولگر
- جورج اندرسون به عنوان شهردار
- ادوین استنلی در نقش راندولف
- بن هندریکس جونیور به عنوان معاون
- استرلیتا پلوفو در نقش مانوئلا
- لو کلی به عنوان ریلی
- هریسون گرین در نقش جی کارول مالوی
- جورج مگریل به عنوان هنک
- آنا دمتریو در نقش کریستوبلا